# Другая женщина (фильм, 1992)
«Другая женщина» (англ. The Other Woman) — художественный фильм 1992 года производства США, эротический триллер, снятый режиссёром Джагом Мундра. В фильме режиссёр органично совмещает жанр эротики и триллера. Продюсировал фильм Грегори Дарк.
Главные роли в этом фильме исполнили Ли Энн Биман, Джульет Риг, Эдриэн Змед, Сэм Джонс, Крэйг Степп и Дэниэл Мориарти. В США фильм был выпущен как видеофильм. Видеопремьера фильма состоялась в США 5 августа 1992 года.

## Сюжет
Джессика Мэтью — журналистка. Она работает в Лос-Анджелесе репортёром в одном из журналов. Она замужем, её муж — Грег Мэтью, писатель. Но в браке Джессика не совсем счастлива — их с мужем сексуальные отношения не складываются, и Джессика не получает сексуального удовлетворения.
Джессика очень трепетно относится к своей работе. В настоящий момент она занимается репортажем об одном политике — Майке Флориане, который использует нечестные методы политической борьбы. Джессика хочет его разоблачить, сделав о нём свой репортаж, а он стремится помешать этому.
Для этого он вначале подбрасывает фотографии, которые Джессика находит во время отъезда своего мужа в командировку. На этих фотографиях изображён муж Джессики, Грег вместе с некоей Трэйси Коллинс, фотомоделью и проституткой. Джессика пытается разобраться в ситуации, встретившись с Трэйси.
Майк Флориан же в это время подговаривает Трэйси, чтобы она пообщалась с Джессикой, соблазнила её, сделала соответствующие фотографии и скомпрометировала журналистку. Но Трэйси узнаёт о планах политика и решает не принимать его игры. Трэйси встречается с Джессикой, но занимается не сбором материала для компромата, а сексуальным воспитанием журналистки, обучая её искусству любви.

## В ролях
- Ли Энн Биман — Джессика Мэтью, журналистка (репортёр)
- Сэм Джонс — Майк Флориан, политический деятель
- Эдриэн Змед — Грег Мэтью, муж Джессики, писатель
- Джульет Риг — Трэйси Коллинс, фотомодель и проститутка, сексуальная партнёрша Джессики (как Дженна Персо)
- Дэниэл Мориарти — Карл
- Крэйг Степп — Поль
- Мелисса Мур — Эллисс
- Эллисон Бэррон — юная Джессика
- Билл Брэдшоу — Скотт
- Тимоти Барнс — Пит Дуглас, редактор журнала
- Бэт Ричардс — Кати
- Сэм Джонс — Майк Флориан
- Дайдре Холланд — Шэйла (как Мартин Анусцек)
- Стефен Фьячи — Боб
- Виктория Дойчле — мать Джессики
- Ким Вилд — сосед (как Регина Гайслер)
- Сержио Гонсалес — посыльный (как Сержио Ланца)
- Элэн Гельфант — мужчина в баре
- Лаура сан Джьякомо

## Съёмочная группа
- Авторы сценария: Джордж дес Эссайнтес
- Режиссёр: Джаг Мундра
- Оператор: Джеймс Майклс
- Композитор: Джозеф Смит
- Художник: Блэр Мартин
- Монтаж: Рон Резник
- Костюмы: Лотар Дэльгодо и Рикардо Дэльгадо
- Кастинг: Лори Кобе
- Продюсеры: Грегори Дарк (как Александр Грегори Ипполит) и Эндрю Гарроне
- Сопродюсер: Брайан Смит
- Исполнительный продюсер: Вальтер Гернет
- Ассистент продюсера: Стивен Смит

## Технические данные
- США, 1992 год, киностудия Axis Films International
- Видеофильм, цветной, 90—98 мин.
- Видео — 1,33:1
- Аудио — моно
- Оригинальный язык — английский
- Ограничения по возрасту: в США — рейтинг R, в России — старше 16 лети в Германии (по FSK) — старше 18 лет.

## Другие названия
- The Other Woman
- Другая женщина
- Eine verräterische Affäre
- Vaarallinen rakastaja